# X (anime)
Autre
X est à l'origine un manga de CLAMP comportant 18 volumes (parution stoppée). Il a été par la suite adapté en film d'animation (1996) par Rintarō avec le chara-design de Nobuteru Yūki. Suivirent en 2001 une première OAV, prémices à la série télévisée en 24 épisodes que réalisa Yoshiaki Kawajiri. Toutes ces adaptations furent réalisées par le Studio Madhouse.
En France, la série a été diffusée à un rythme quotidien en mars et avril 2006, sur France 4.

## Série TV

### Fiche technique
- Année : 2001
- Réalisation : Yoshiaki Kawajiri
- Character design : Yoshinori Kanemori
- Créateur original : CLAMP
- Musique : Naoki Satō
- Animation : Madhouse
- Licencié en France par : Déclic Images
- Nombre d'épisodes : 24 + 1

### Doublage
| Personnages         | Voix japonaises                         | Voix françaises                      |
| ------------------- | --------------------------------------- | ------------------------------------ |
| Kamui Shirō         | Kenichi Suzumura Chiaki Morita (Enfant) | Fabrice Fara Susan Sindberg (Enfant) |
| Fuma Monō           | Junichi Suwabe                          | Anatole de Bodinat                   |
| Kotori Monō         | Mamiko Noto                             | Bénédicte Bosc                       |
| Arashi Kishū        | Ryōka Yuzuki                            | Valérie Nosrée                       |
| Hinoto              | Aya Hisakawa                            | Gaëlle Savary                        |
| Sorata Arisugawa    | Mitsuaki Madono                         | Frédéric Popovic                     |
| Subaru Sumeragi     | Tomokazu Sugita                         | Fabien Briche                        |
| Hokuto Sumeragi     | Satsuki Yukino                          | Nathalie Bienaimé                    |
| Seiichirō Aoki      | Toshiyuki Morikawa                      | Martial Leminoux                     |
| Kakyo Kuzuki        | Yūji Ueda                               | Emmanuel Gradi                       |
| Kanoe               | Kaho Kōda                               | Marie Gamory                         |
| Karen Kasumi        | Yoko Sōmi                               | Laurence Bréheret                    |
| Kusanagi Shiyū      | Masaki Aizawa                           | Patrick Bethune                      |
| Nataku / Kazuki     | Motoko Kumai                            | Vincent de Bouard                    |
| Satsuki Yatōji      | Hōko Kuwashima                          | Leila Bahktiar                       |
| Seishiro Sakurazuka | Otoya Kawano                            | Stéphane Ronchewski                  |
| Yūto Kigai          | Michiaki Furuya                         | Daniel Lafourcade                    |
| Yuzuriha Nekoi      | Kumi Sakuma                             | Caroline Combes                      |
| Kyōga Monō          | Kōji Ishii                              | Pierre-François Pistorio             |
| Daisuke Saiki       | Kishō Taniyama                          | Franck Monsigny                      |
| Torū Magami         | Kikuko Inoue                            | Laurence Bréheret                    |
| Tokiko Magami       | Misa Watanabe                           | Brigitte Guedj                       |

- Version française
  - Société de doublage : Studio Lincoln[1]
  - Direction artistique : Cyrille Artaux, Valérie Uzan[1]
  - Adaptation des dialogues : David Causseque[1]

### Liste des épisodes
| No | Titre français                    | Titre japonais | Titre japonais | Date de 1re diffusion |
| No | Titre français                    | Kanji          | Rōmaji         | Date de 1re diffusion |
| -- | --------------------------------- | -------------- | -------------- | --------------------- |
| 0  | Un présage (OAV)                  | 前兆           | Zenchō         | 25 août 2001          |
| 01 | Retrouvailles (Réunion)           | 再会           | Saikai         | 3 octobre 2001        |
| 02 | Liseur de Rêve (Un cauchemar)     | 夢見           | Yumemi         | 10 octobre 2001       |
| 03 | Promesse (Un serment)             | 約束           | Yakusoku       | 17 octobre 2001       |
| 04 | Kagenie (Un sacrifice)            | 影贄           | Kagenie        | 24 octobre 2001       |
| 05 | Destin                            | 宿命           | Shukunē        | 31 octobre 2001       |
| 06 | Koya                              | 高野           | Kōya           | 7 novembre 2001       |
| 07 | Intelligence Artificielle - Cyber | 電脳           | Denno          | 14 novembre 2001      |
| 08 | Étoile compagne - Les Gémaux      | 添星           | Tensē          | 21 novembre 2001      |
| 09 | Le Yin et le Yang                 | 陰陽           | Onmyō          | 28 novembre 2001      |
| 10 | Inuki                             | 犬鬼           | Inuki          | 5 décembre 2001       |
| 11 | Frontière                         | 境界           | Kyokai         | 12 décembre 2001      |
| 12 | Choix                             | 選択           | Sentaku        | 19 décembre 2001      |
| 13 | Retour                            | 覚醒           | Kakusē         | 9 janvier 2002        |
| 14 | Rassemblement                     | 集結           | Shuketsu       | 16 janvier 2002       |
| 15 | Gardien                           | 守護           | Shugo          | 23 janvier 2002       |
| 16 | Néant (Massacre)                  | 虚無           | Kyomu          | 30 janvier 2002       |
| 17 | Souffrance (Souhait)              | 苦悶           | Kumon          | 6 février 2002        |
| 18 | Nouveau né                        | 新生           | Shinsē         | 13 février 2002       |
| 19 | Enfer                             | 煉獄           | Rengoku        | 20 février 2002       |
| 20 | Chanson d'amour (Vagues)          | 恋歌           | Koiuta         | 27 février 2002       |
| 21 | L'Homme errant (Courant)          | 流浪           | Ruro           | 6 mars 2002           |
| 22 | Trahison                          | 背信           | Hēshin         | 13 mars 2002          |
| 23 | Terre et Ciel (La Terre)          | 天地           | Tenchi         | 20 mars 2002          |
| 24 | Légende                           | 伝説           | Densetsu       | 27 mars 2002          |

### Épisode 0
Diffusé sous forme d'OAV, il est centré sur Kakyō (un liseur de rêves). Une partie permet de mieux comprendre quelques éléments principalement liés à Kakyō, on y voit aussi plusieurs scènes de la série.

### Musique
La musique de l'OAV et de la série a été composée par Sato Naoki.
Le générique de début "eX-Dream" est interprété par le groupe Myuji, et le thème de fin "Secret Sorrow" par Koizumi Kohei.
Une version française de "eX-Dream", dont Valérie Uzan a composé les paroles et qui est interprétée par Antoine Blanc, nommée "L'avenir du Monde" a été utilisée comme générique d'ouverture pour la diffusion en France.
Une version française de "Secret Sorrow", dont Valérie Uzan a composé les paroles et qui est interprétée par Peggy Ngo yanga, nommée "Chagrin secret" a été utilisée comme générique de fin pour la diffusion en France.